# Venezianischer Kreuzzug
Der venezianische Kreuzzug von 1122 bis 1124 war eine von der Republik Venedig initiierte Expedition ins Heilige Land, bei der es gelang, Tyrus zu erobern. Es war ein wichtiger Sieg zu Beginn einer Periode, in der das Königreich Jerusalem unter Balduin II. seine größte Ausdehnung erreichen sollte. Die Venezianer erhielten wertvolle Handelskonzessionen in Tyrus. Durch Überfälle auf byzantinisches Gebiet sowohl auf dem Weg ins Heilige Land als auch auf dem Rückweg zwangen die Venezianer die Byzantiner, ihre Handelsprivilegien mit dem Reich zu bestätigen und zu erweitern.

## Vorbereitung
Balduin von Bourcq war ein Neffe von Balduin I. von Jerusalem und war von 1100 bis 1118 Graf von Edessa. Im Jahr 1118 starb sein Onkel und er wurde Balduin II. von Jerusalem. In der Schlacht auf dem Ager Sanguinis, die am 28. Juni 1119 in der Nähe von Sarmada stattfand, erlitten die Franken eine verheerende Niederlage gegen die Truppen von Ilghazi, dem Herrscher von Mardin. Später im selben Jahr konnte Balduin einige Gebiete zurückgewinnen, aber die Franken waren stark geschwächt. Balduin bat Papst Calixt II. um Hilfe. Der Papst leitete das Ersuchen an Venedig weiter.
Die Bedingungen für den Kreuzzug wurden in Verhandlungen zwischen den Gesandten von Balduin II. und Domenico Michiel, dem Dogen von Venedig, vereinbart. Nachdem sich die Venezianer zur Teilnahme entschlossen hatten, sandte Calixt II. ihnen sein päpstliches Banner, um seine Zustimmung zu signalisieren. Auf dem Ersten Laterankonzil bestätigte er, dass die Venezianer Kreuzfahrerprivilegien besaßen, einschließlich des Erlasses ihrer Sünden. Die Kirche gewährte auch den Familien und Gütern der Kreuzfahrer ihren Schutz.
Im Jahr 1122 begann der Doge Domenico Michiel den Kreuzzug zur See. Die venezianische Flotte mit mehr als 120 Schiffen und über 15.000 Mann an Bord verließ die venezianische Lagune am 8. August 1122. Dies scheint der erste Kreuzzug auf dem Seeweg gewesen zu sein, bei dem die Ritter ihre Pferde mitführten. Sie griffen zunächst Korfu an, das zum Byzantinischen Reich gehörte und mit dem Venedig um Privilegien stritt. 1123 wurde Balduin II. von Belek Ghazi, dem Emir von Aleppo, gefangen genommen und in Kharput inhaftiert. Eustach Garnier wurde Regent von Jerusalem. Die Venezianer gaben die Belagerung von Korfu auf, als sie diese Nachricht hörten, und erreichten im Mai 1123 die palästinensische Küste.

## Schlacht von Jaffa
Die venezianische Flotte traf Ende Mai in Akkon ein und wurde über eine fatimidische Flotte von etwa hundert Segeln informiert, die in Richtung Askalon segelte, um Belek Ghazi bei seiner Belagerung zu unterstützen. Die venezianische Flotte segelte nach Süden, um ihr entgegenzukommen, und der Doge Michiel befahl, die Flotte in zwei Teile zu teilen, wobei die schwächere Kraft an der Spitze stand und die stärkere sich hinter ihr versteckte, um die Flotte vor Askalon abzulenken. Die Ägypter tappten in die Falle, da sie von einem leichten Sieg ausgingen, und waren nun zwischen zwei venezianischen Schwadronen gefangen und zahlenmäßig unterlegen. Etwa 4.000 Muslime wurden getötet, darunter auch der Admiral der Fatimiden, und neun Schiffe wurden gekapert, wobei die Venezianer ihrem Triumph die Kaperung von zehn Handelsschiffen auf dem Rückweg nach Akkon hinzufügten. Sowohl Fulcher von Chartres (Buch III/20) als auch Wilhelm von Tyrus (Buch XII/22–23) berichteten über das Ereignis.

„Daraufhin folgten die anderen Schiffe eilig und versenkten fast alle anderen feindlichen Schiffe in der Nähe. Es begann ein heftiger Kampf, beide Seiten kämpften mit großer Erbitterung, und es gab so viele Tote, dass diejenigen, die dabei waren, nachdrücklich versichern, so unwahrscheinlich es auch klingen mag, dass die Sieger im Blut des Feindes wateten und das umliegende Meer von dem Blut, das von den Schiffen herabfloss, bis zu einem Radius von zweitausend Schritten rot gefärbt war. Aber die Küsten, so heißt es, waren so dicht mit den Leichen bedeckt, die aus dem Meer herausgeschleudert wurden, dass die Luft verdorben war und die Umgebung von einer Seuche befallen wurde. Lange Zeit ging der Kampf Mann gegen Mann weiter, und die eine Seite versuchte, vorzurücken, während die andere sich zu wehren versuchte. Schließlich aber siegten die Venezianer mit Gottes Hilfe.“

## Belagerung von Tyrus

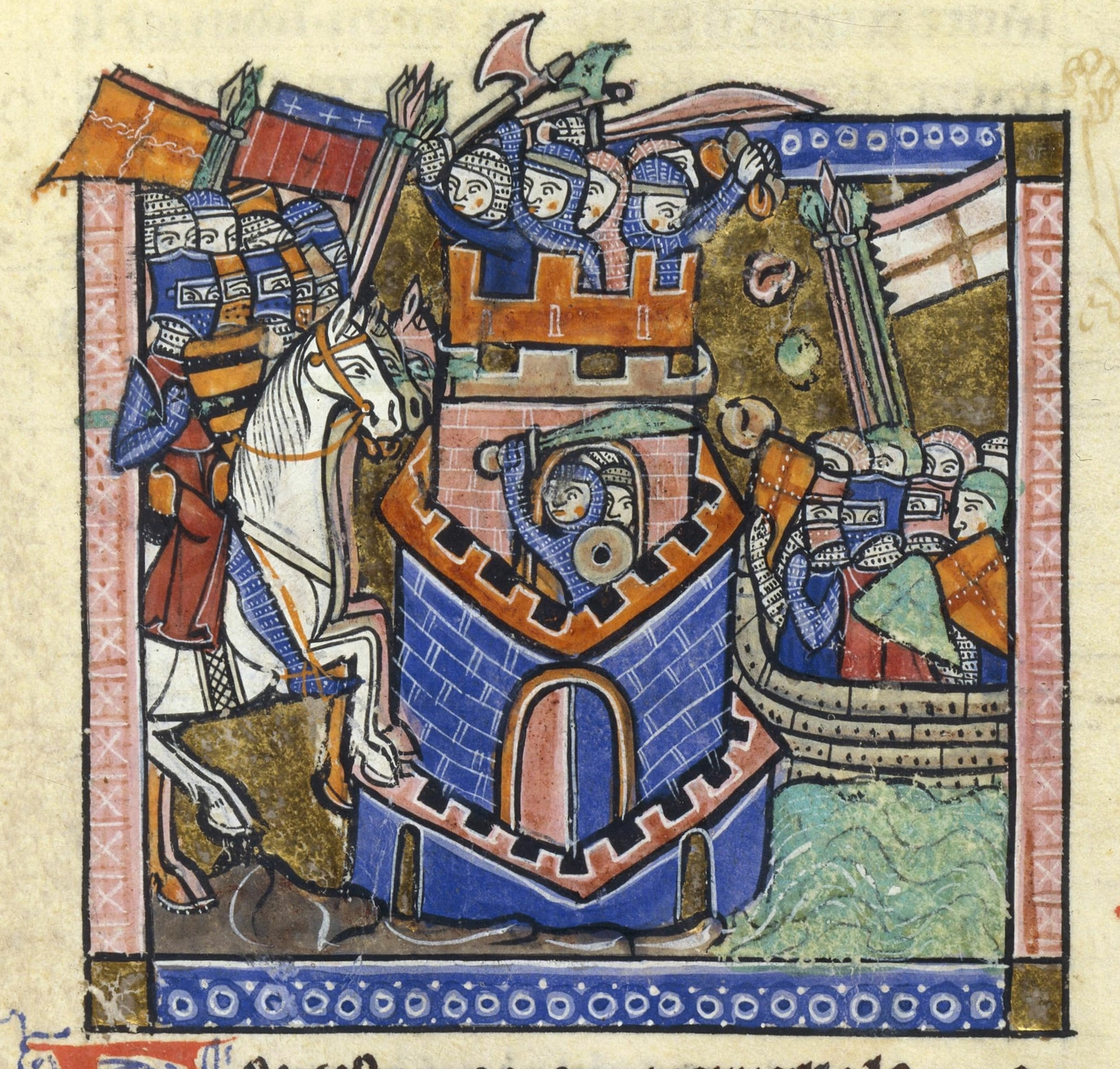
Belagerung von Tyrus (Darstellung aus dem 13. Jahrhundert, Bibliothèque Nationale, Paris, MS Fr 2630)

Am 15. Februar 1124 begannen die Venezianer und die Franken mit der Belagerung von Tyrus. Die Hafenstadt Tyrus, die heute im heutigen Libanon liegt, gehörte zum Gebiet von Tughtigin, dem Atabeg von Damaskus. Das lateinische Heer wurde von Bernhard von Valence, dem Patriarchen von Antiochia, dem Dogen von Venedig, Pons, dem Grafen von Tripolis, und Wilhelm von Bures, dem Konstabler von Jerusalem, angeführt.
Die Venezianer und Franken bauten Belagerungstürme und Maschinen, die Felsbrocken werfen konnten, um die Stadtmauern zu zerstören. Die Verteidiger von Tyrus bauten ebenfalls Maschinen, mit denen sie Felsen gegen die Belagerungstürme schleuderten. Je länger die Belagerung andauerte, desto knapper wurden die Lebensmittel und desto dringender wurden die Hilferufe der Bürger. Balak starb bei der Belagerung der Stadt Manbidsch. Tughtigin rückte auf Tyrus vor, zog sich aber kampflos zurück, als ihm die Truppen des Grafen Pons von Tripolis und des Konstablers Wilhelm entgegenritten. Im Juni 1124 sandte Tughtigin Gesandte aus, um den Frieden auszuhandeln. Nach langwierigen und schwierigen Gesprächen einigte man sich auf Kapitulationsbedingungen, die vorsahen, dass diejenigen, die die Stadt verlassen wollten, ihre Familien und ihren Besitz mitnehmen durften, während diejenigen, die bleiben wollten, ihre Häuser und Besitztümer behalten durften. Dies stieß bei einigen Kreuzfahrern, die die Stadt plündern wollten, auf wenig Gegenliebe.

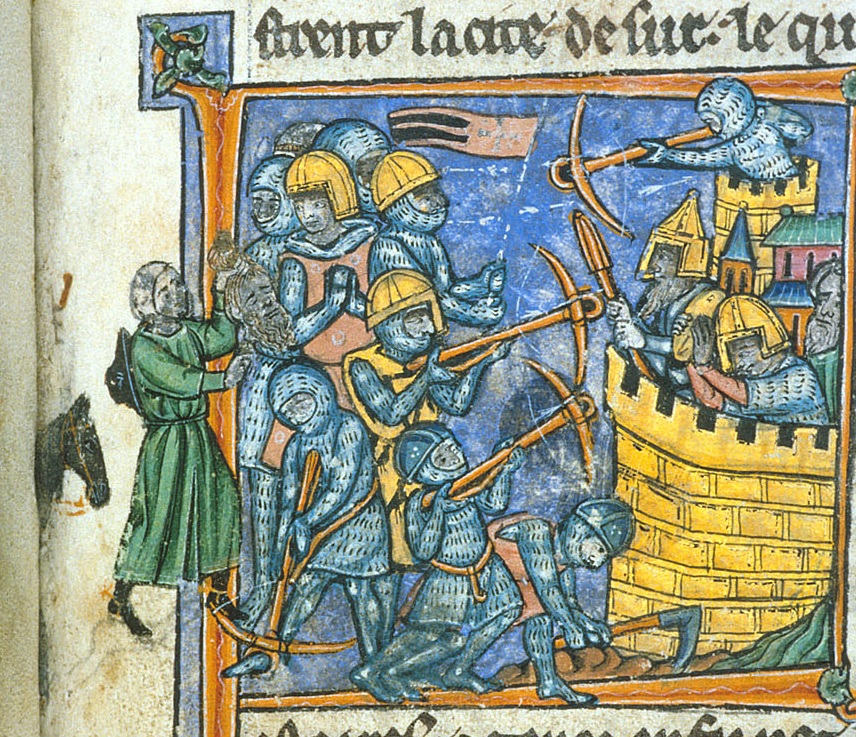
Illustration aus dem Estoire d’Eracles (British Library, Yates Thompson MS 12, datiert auf 1232–1261), die die Belagerung von Manbij (1124) zeigt. Der Kopf Balaks wird von den Belagerern geschwungen.

Tyrus kapitulierte am 29. Juni 1124. Nach dem Einzug der Kreuzfahrer in die Stadt, so Wilhelm von Tyrus, „bewunderten sie die Befestigungen der Stadt, die Stärke der Gebäude, die massiven Mauern und hohen Türme, den edlen Hafen, der so schwer zugänglich war. Sie hatten nur Lob für die entschlossene Beharrlichkeit der Bürger übrig, die sich trotz des Drucks des schrecklichen Hungers und der Knappheit an Vorräten so lange gegen die Kapitulation wehren konnten. Denn als unsere Truppen den Ort in Besitz nahmen, fanden sie in der Stadt nur fünf Maß Weizen vor.“

## Nachwirkungen
Balduin II. befand sich während der Eroberung von Tyrus in Gefangenschaft, wurde aber später im selben Jahr wieder freigelassen und verstieß sofort gegen die Bedingungen seiner Freilassung. Balduin II. gewährte den Venezianern weitreichende Handelsprivilegien in Tyrus und stellte damit sicher, dass sie ihre Marinepräsenz im lateinischen Osten aufrechterhielten. Zu den Privilegien gehörten auch Garantien für Eigentumsrechte für die Erben von Venezianern, die in Tyrus Schiffbruch erlitten oder gestorben waren.
Viele der Menschen, die Tyrus verließen, zogen nach Damaskus. Balduin II. nahm die Feindseligkeiten gegen Aleppo und Damaskus wieder auf und erhielt von beiden Staaten Tribut. Unter Balduin II. erreichte das Königreich Jerusalem seine größte Ausdehnung. Tyrus blühte als Teil des Königreichs Jerusalem auf. Als der römisch-deutsche Kaiser Friedrich I. Barbarossa während des Dritten Kreuzzuges starb, wurde er in der Kathedrale von Tyrus beigesetzt. Im Jahr 1291 wurde die Stadt von den Mamluken erobert und zerstört.
Die venezianische Flotte durchquerte auf dem Rückweg die Ägäis. Die Venezianer plünderten erneut byzantinische Besitzungen. Die Byzantiner sahen sich gezwungen, den Streit aufzugeben und die Handelsprivilegien Venedigs zu bestätigen.